# Policía preventiva
La policía preventiva es el aspecto de la aplicación de la ley que busca actuar como fuerza disuasoria a la perpetración del crimen. 
La policía preventiva es considerada una característica definitiva de la policía moderna, típicamente asociada con la policía metropolitana de Londres de Robert Peel, establecida en 1829.

## Necesidad de reforma
En el año 1688, el castigo severo era el mecanismo legal en Inglaterra para la prevención del crimen, la cual incluía la designación de cientos de crímenes como crímenes capitales, penados con la muerte. Las ejecuciones públicas eran parte de la fórmula, designadas para demostrar las brutales consecuencias del crimen en caso de ser detenido.
Los reformistas argumentaban que este método de prevención era inefectivo, advocando en cambio castigos que, en la mente del criminal, concordaran con el crimen.  
El Magistrado de Policía, John Fielding, cabeza de los Bow Street Runners (la primera fuerza policiaca profesional de Londres), creía que “es mucho mejor prevenir hasta que un hombre sea un granuja que aprehender y apresar a cuarenta frente a la justicia.” Los atrapa-ladrones de Bow Street” de Fieldings, sin embargo, eran una fuerza asalariada, y eran primariamente relegados al mantenimiento y vigilancia del orden una vez que el crimen estaba cometido.

## Policía preventiva en la práctica
La aplicación práctica del concepto en el sistema policíaco británico se le atribuye a Patrick Colquhoun, quien presentó sus ideas en A Treatise on the Police of the Metropolis (Un Tratado sobre la Policía en la Metrópolis) en 1797. Colquhoun fundó la Fuerza de Policía Marina o la Policía del Río Támesis para contrarrestar las significantes pérdidas del robo a un barco de carga que salía y entraba del Puerto de Londres en el río Támesis.
En contraste con los Bow Street Runners,  la policía del río actuaba como elemento disuasorio por su continua presencia a orillas del río, en adición a su capacidad de intervenir si veían un crimen en proceso. La Policía del Río Támesis y los Bow Street Runners fueron absorbidos dentro de la Policía Metropolitana en 1839.
La revisión sistemática que incluye 19 estudios, 17 en Estados Unidos y otros dos en Argentina y Australia, contiene evidencia que demuestra una reducción general en la delincuencia y los disturbios cuando se implementaron intervenciones policiales en puntos calientes (áreas pequeñas y localizadas). Asimismo, la evidencia sugiere que estas intervenciones tienen mayor probabilidad de reducir la delincuencia en áreas adyacentes. Al emplear estas estrategias, sin embargo, deben tomarse en cuenta las reacciones de las comunidades locales, ya que estas pudieran acoger de manera positiva dichos esfuerzos, pero también pudieran rechazarlos si interpretan que los programas policiales son, por ejemplo, de mano dura.

## Utilitarianismo
Colquhoun fue influenciado por las ideas utilitarias de su colega, Jeremy Bentham, quien ayudó a empezar el caso para el establecimiento de la policía del río. En el sujeto del mantenimiento del orden, Bentham promovió los puntos de vista del italiano Cesare Beccaria, y difundió la versión traducida del “Ensayo sobre el Crimen en Castigo”.
Beccaria definió la policía preventiva en términos consistentes con las creencias del mismo Bentham, usando como guía el principio del “mayor bien para el mayor número de personas”, que Bentham usó como la fundación de su filosofía utilitaria:
Es mejor prevenir crímenes que castigarlos. Este es el principal fin de cualquier buen sistema de legislación, el cual es el arte de liderar hombres a la mayor felicidad o a la menor miseria posible, de acuerdo con el cálculo de todos los bienes y males de la vida.
En 1829, un artículo del London Review titulado, “Policía preventiva” llamó la atención de Jeremy Bentham, quien comenzó una relación de mentor con el autor, Edwin Chadwick, que duraría hasta la muerte de Bentham en 1832. 
El artículo de Chadwick contribuyó al debate que siguió a la propuesta de Robert Peel para crear una fuerza policíaca metropolitana.
Argumentó que la prevención debería ser la principal preocupación de un cuerpo policíaco, lo cual no estaba en práctica. La razón, argumentó Chadwick, fue que “una policía preventiva actuaría de manera más inmediata al posicionar dificultades  para obtener objetos de tentación.” En contraste con el elemento disuasorio del castigo, una fuerza policial preventiva disuadiría la criminalidad al hacer el crimen inefectivo por los costos, anticipando el lema “el crimen no paga” promovido por los reformadores de la policía americana en el siglo XX.
No solo una policía preventiva mataría el castigo como disuasorio, sino que también reduciría los costos de un sistema de justicia criminal sobrecargado por enjuiciar crímenes que ya han sido cometidos.
En su segundo borrador de su Acta Policial de 1829, el “objetivo” de la nueva Policía Metropolitana, fue cambiado por Roberl Peel al “principal objetivo”, que era la “prevención del crimen.” Más adelante, los historiadores le atribuirían la percepción de la “apariencia de orden y amor al orden público” de Inglaterra al principio preventivo arraigado en el sistema policial de Peel.

## Críticas
Posiciones más recientes han considerado el principio preventivo en una luz más crítica, tratando de reconciliar su introducción con los grandes cambios sociales  que se estaban llevando a cabo a fines del siglo XVIII en Gran Bretaña. Un problema obvio con el tono de celebración como el de la cita previa fue que Patrick Colquhoun, aunque alegó que la policía era una “nueva ciencia” y adoptó un enfoque utilitario a problemas sociales, no estaba haciendo una contribución original al orden británico, como él lo veía, basado puramente en los conocimientos científicos y los valores británicos de libertad.
En vez de eso, puso su vista en Francia, donde, según su punto de vista, habían alcanzado “el más alto grado de perfección” con su policía. Otros han notado que la policía preventiva comenzó a crecer en Glasgow, donde vivió antes de mudarse a Londres, llamando a cuestión el significado de su policía del río como una innovación única de policía. 
El significado de la policía preventiva en el Londres metropolitano del siglo XVIII es que Colquhoun y los otros utilitarios estaban mirando no sólo al problema del crimen, sino al inconveniente mayor que era la pobreza de la clase trabajadora y en el de asegurar la propiedad privada. Lo que Colquhoun estaba tratando de prevenir era que los trabajadores pobres cayeran en la subclase criminal.
Su policía del río estaba enfocada no sólo al montón de piratas de río y las personas que vivían de la basura del Támesis, sino a los trabajadores de los muelles que trataban el pago “en especie” como parte de su sueldo que los sostenía junto con sus familias. Coulquhoun estimó que un tercio de los trabajadores de los muelles estaban robando, lo cual él buscaba prevenir. 
Al prevenir que estos trabajadores robaran, se convertirían completamente dependientes en sus sueldos en dinero y serían disciplinados por el sistema de sueldos; uno de los trabajos realizados por la policía de Colquhoun fue el establecer tasas de salarios para los empleados de los muellos. La policía preventiva, desde esta perspectiva, es significativa por su rol al desarrollar el sistema de clases en la Inglaterra industrializada, como parte de un movimiento más amplio que incluyó el cercamiento y las Poor Laws  en Inglaterra.